# Eugene Brazzale
Eugene Brazzale (1959. június 18. –) ausztrál nemzeti labdarúgó-játékvezető, nemzetközi asszisztens. 

## Pályafutása

### Nemzeti játékvezetés
1993-ban a FIFA JB felkérte a nemzeti labdarúgó-szövetségeket, hogy alakítsák meg az önálló asszisztensi (partbírói) keretet. Ezzel az intézkedéssel szétválasztották a mérkőzésvezetői és asszisztensi (megnövekedett feladatok) tevékenységet. A nemzeti játékvezetéstől 1999-ben vonult vissza.

### Nemzetközi játékvezetés
Az Ausztrál labdarúgó-szövetség (FFA) Játékvezető Bizottsága (JB) terjesztette fel nemzetközi asszisztensnek, a Nemzetközi Labdarúgó-szövetség (FIFA) 1993-tól tartotta nyilván asszisztensi keretében. A FIFA JB központi nyelvei közül a angolt beszéli. Több nemzetek közötti válogatott és klubmérkőzésen segítette az oldalvonal mellett, majd 4. bíróként a működő játékvezetőt. Különleges elbírálásnak számít, hogy 1995-ben a FIFA JB a nemzetközi partbírói foglalkoztatás után, lehetővé tette a nemzetközi játékvezetői foglalkoztatást. A nemzetközi játékvezetői tevékenységtől 1999-ben vonult vissza.

#### Labdarúgó-világbajnokság

##### U17-es labdarúgó-világbajnokság
Egyiptom rendezte a 7., az 1997-es U17-es labdarúgó-világbajnokságot, ahol a FIFA JB hivatalnoki munkával bízta meg.

###### 1997-es U17-es labdarúgó-világbajnokság
| Időpont             | Helyszín                     | Mérkőzés típusa              | Mérkőzés      | Eredmény | Nézők száma |
| ------------------- | ---------------------------- | ---------------------------- | ------------- | -------- | ----------- |
| 1997. szeptember 8. | Központi Stadion, Alexandria | csoportmérkőzés (C. csoport) | Omán–Ausztria | 3 : 1    | 19000       |

---
A világbajnoki döntőhöz vezető úton az Amerikai Egyesült Államokba a XV., az 1994-es labdarúgó-világbajnokságra és Franciaországba a XVI., az 1998-as labdarúgó-világbajnokságra a FIFA JB partbíróként alkalmazta. Selejtező mérkőzéseket az OFC zónákban vezetett.1994-ben négy csoporttalálkozón és az egyik nyolcaddöntőben kapott partbírói feladatot. Ez volt az első labdarúgó-világbajnokság, ahol ténylegesen külön tevékenykedtek a játékvezetők és a segítő partbírók. A partbírók még nem kapcsolódtak szorosan a delegált nemzeti játékvezetőjükhöz. Partbírói mérkőzéseinek száma világbajnokságon: 5.

##### 1998-as labdarúgó-világbajnokság

###### Selejtező mérkőzés
| Időpont              | Helyszín              | Mérkőzés típusa            | Mérkőzés                          | Eredmény |
| -------------------- | --------------------- | -------------------------- | --------------------------------- | -------- |
| 1996. szeptember 16. | Központi Stadion, Lae | OFC zóna Melanézia csoport | Pápua New Guinea–Salamon-szigetek | 1 : 1    |
| 1996. szeptember 20. | Központi Stadion, Lae | OFC zóna Melanézia csoport | Pápua New Guinea–Vanuatu          | 2 : 1    |
| 1997. június 7.      | Városi Stadion, Ba    | OFC zóna Polinézia csoport | Fidzsi-szigetek–Új-Zéland         | 0 : 1    |

#### Nemzetközi kupamérkőzések
Vezetett kupadöntők száma: 1.

##### Ericsson Kupa
1998-ban a Nemzeti Futball Liga Grand döntő mérkőzését vezette.

## Sportvezetőként
Nemzetközi játékvezetői pályafutását követően a FIFA/OFC játékvezetőinek oktatója, játékvezető ellenőr. Hazájában az egyik liga a játékvezetőinek elnöke, ellenőre.
2004-től az Ausztrál Labdarúgó-szövetség (FFA) JB elnöke.

## Díjai, elismerési
- az év játékvezetője – Ausztrál Labdarúgó-szövetség Játékvezető Bizottsága (1993, 1998)
- az év játékvezetője – National Premier Leagues Victoria (1993)[1]